# Hydriomena cromna
Hydriomena cromna là một loài bướm đêm trong họ Geometridae.